# Músculos interóseos palmares
Los interóseos palmares son tres músculos, enumerados II, IV y V; se originan en la base de los metacarpianos de los dedos II, IV y V, y se insertan en la aponeurosis dorsal.
Actúan como aductores de acción conjunta —flexión metacarpofalángica con extensión de las interfalángicas y aproximación de los dedos hacia la línea axial—.

## Estructura
Cada músculo interóseo palmar surge de toda la longitud del hueso metacarpiano de un dedo, y está insertado en lado de la base de la falange proximal y expansión extensora del tendón del extensor de los dedos del mismo dedo.
Hay tres interóseos palmares:
| #       | Origen                                  | Inserción                                             |
| Primero | del lado ulnar del segundo metacarpiano | al mismo lado de la falange proximal del dedo índice. |
| Segundo | del lado radial del cuarto metacarpiano | al mismo lado del dedo anular                         |
| Tercero | del lado radial del quinto metacarpiano | al mismo lado del meñique                             |

Los músculos interóseos palmares son unipennados.
Cada dedo tiene dos interóseos, con excepción del meñique, en el que el abductor del meñique toma el lugar del interóseo dorsal.
Algunos textos consideran que la cabeza medial del flexor corto del meñique es un músculo interóseo palmar. este músculo se consideraría el primer músculo interóseo palmar, y el número total de interóseos palmares sería de cuatro.

## Inserción
En la base de la 1.ª falange del dedo por la cara que no mira al eje de la mano (por su cara dorsal) y en su aparato extensor. Por tanto: 
El primer dedo: no tiene ningún interóseo palmar.
El segundo dedo: tiene 1 interóseo palmar.
El tercero dedo: tiene 2 interóseos palmar. 
El cuarto dedo: tiene 1 interóseo palmar.
El quinto dedo: tiene 1 interóseo palmar.

## Inervación
Todos los músculos interóseos de la mano están inervados por una rama profunda del nervio cubital.

## Acción
Los músculos interóseos palmares aducen los dedos hacia el dedo medio. Esto contrasta con los interóseos dorsales, que abducen los dedos del dedo medio. Además, como los interóseos dorsales, flexiona los dedos a nivel de las articulaciones metacarpofalángica y extienden los dedos en la articulación interfalángica, asistiendo así a los lumbricales.

## Variaciones
Actualmente se acepta que más del 80 % de los individuos presentan un músculo interóseo palmar extra en el pulgar, como sugiere la descripción de Henle en 1858 y verificaron numerosas investigaciones como las llevadas a cabo por Randall S. Susman, Lukhanyo Nyati, y Mandeep S. Jassal.